# Polská pravoslavná církev

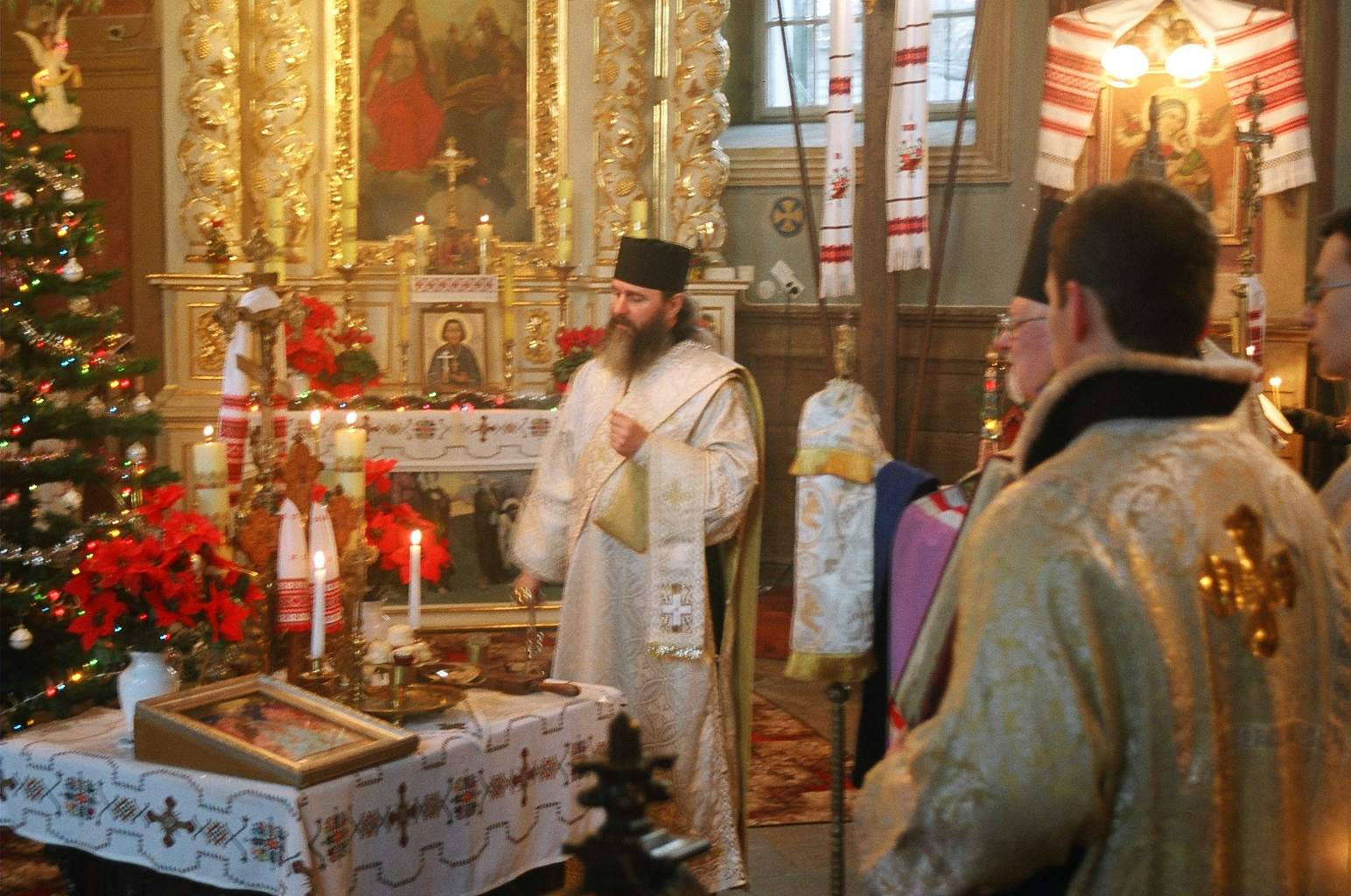
Polský pravoslavný protodiákon (Sanok, Polsko)

Polská pravoslavná církev či Polská autokefální pravoslavná církev je jedna z autokefálních pravoslavných církví.
K roku 2016 měla 504 400 členů.

## Historie
Východní obřad na území dnešního Polska se datuje k misiím svatých Cyrila a Metoděje.
Ve 13. století zde existovaly dvě pravoslavné eparchie; Chełm a Přemyšl. Tyto eparchie byly součástí kyjevské metropolie. Po Brestlitevské unii roku 1596 se velká část věřících dostala pod duchovní vedení římského papeže.
Současná církev byla založena po tzv. Rižském míru a stala se součástí Ruské církve. Poté ztratila spojení s Ruskou pravoslavnou církví, z důvodu pronásledování Sovětským svazem. Roku 1924 začal Konstantinopolský patriarchát zakládat autonomní církve (Finsko, Pobaltí a Polsko). Roku 1948 uznal patriarchát její autokefalitu.

## Struktura
Současným nejvyšším představitelem církve je Sáva, Metropolita varšavský a celého Polska.
Církev se skládá ze 7 eparchií (diecézí);
- Eparchie Bělostok-Gdaňsk
- Eparchie Lublin-Chełm
- Eparchie Lodž-Poznaň
- Eparchie Přemyšl-Gorlice
- Eparchie Varšava-Bílsko
- Eparchie Vratislav-Štětín
- Eparchie Rio de Janeiro a Olinda-Recife
  - Pravoslavný ordinariát armády Polska

## Seznam metropolitů církve
- 1922–1923 Georgij
- 1923–1948 Dionisij
- 1951–1959 Makarij
- 1961–1962 Tymoteusz
- 1965–1969 Stefan
- 1970–1998 Bazily
- od 1998 Sáva